# 초코보
초코보(Chocobo)는 스퀘어 에닉스 (이전에는 스퀘어)에서 제작한 게임인 《파이널 판타지 시리즈》에 등장하는 가공의 새이다. 날지 못하는 새이다. 《파이널 판타지 II》에 처음으로 등장하였으며 이후 거의 모든 《파이널 판타지》 게임에 등장하였고 《파이널 판타지》 이외 게임에 카메오 출연 하기도 하였다. 주인공으로 등장하는 파생 작품인 《초코보 시리즈》가 제작되기도 하였다.

## 초코보 시리즈
이상한 던전 시리즈
- 《초코보의 이상한 던전》 (1997년)
- 《초코보의 이상한 던전 2》 (1998년)
- 《초코보의 이상한 던전: 시간을 잊는 미궁》 (2007년)

그 외
- 《초코보 레이싱》 (1999년)
- 《Chocobo Stallion》(1999)
- 《Dice DE Chocobo》(1999)